# Łozica (dopływ Chwiszczeja)
Łozica – struga w województwie podlaskim. Prawy dopływ Chwiszczeju. Bierze swój początek na łące koło Jakubowa. Przepływa koło kolonii Wygon i wsi Łozice.